# Pseudochirulus
Pseudochirulus Matschie, 1915 è un genere di marsupiali arboricoli della famiglia degli Pseudocheiridi. Le otto specie di questo genere sono strettamente imparentate con i coda ad anello del genere Pseudocheirus, tanto da essere classificate in passato all'interno di questo genere.

## Descrizione
Questi animali sono ricoperti da un manto spesso e lanoso, solitamente di colore grigio, marrone o nero. La parte inferiore è in genere di colore chiaro, e spesso alcune specie presentano ulteriori strisce bianche su faccia o dorso. La lunga coda è scarsamente ricoperta di pelo, e la parte terminale della superficie inferiore è glabra e può essere utilizzata come una coda prensile. Come quasi tutti gli Pseudocheiridi sono caratterizzati da una piccola testa con orecchie corte e zampe anteriori particolari, con le prime due dita opponibili. Hanno una lunghezza testa-tronco di 17-36 cm e una coda di 15-39 cm; pesano 100-1500 g.

## Distribuzione e habitat
I coda ad anello del genere Pseudochirulus vivono in Nuova Guinea (6 specie) e nella penisola di Capo York nel Queensland (2 specie). Il loro habitat è costituito da regioni boschive, in particolare da foreste pluviali, dove trascorrono quasi tutta la loro vita sugli alberi.

## Biologia
Sono animali notturni e dormono durante il giorno in nidi di foglie o nelle cavità degli alberi. La loro dieta consiste principalmente di foglie, ma possono anche nutrirsi di frutta. Presumibilmente conducono vita solitaria.
Conosciamo ben poco riguardo alle loro abitudini riproduttive; le femmine hanno due capezzoli funzionali nel marsupio. I piccoli, uno o due per nidiata, trascorrono i primi mesi di vita nel marsupio della madre e successivamente rimangono nel nido, imbottito di foglie, prima di raggiungere l'indipendenza.

## Conservazione
La distruzione dell'habitat è una delle principali minacce per alcune specie del genere, ma per alcune di esse mancano sicuri dati al riguardo; il coda ad anello di Schlegel (P. schlegeli), ad esempio, è noto solamente a partire da otto esemplari.

## Tassonomia
Il genere Pseudochirulus comprende otto specie:
- Pseudochirulus canescens (Waterhouse, 1846) - coda ad anello di pianura;
- Pseudochirulus caroli (Thomas, 1921) - coda ad anello dei Weyland;
- Pseudochirulus cinereus Tate, 1945 - coda ad anello cinereo;
- Pseudochirulus forbesi (Thomas, 1887) - coda ad anello dipinto;
- Pseudochirulus herbertensis (Collett, 1884) - coda ad anello del fiume Herbert;
- Pseudochirulus larvatus (Förster e Rothschild, 1911) - coda ad anello mascherato;
- Pseudochirulus mayeri (Rothschild e Dollman, 1932) - coda ad anello pigmeo;
- Pseudochirulus schlegeli (Jentink, 1884) - coda ad anello di Schlegel.